# Tierra de Alba (Zamora)
La Tierra de Alba es una comarca española situada en el centro de la provincia de Zamora (Castilla y León), en España.
Se trata de una comarca de gran riqueza natural y un gran interés paisajístico, con una variada flora y fauna. También es refugio de innumerables muestras de folclore y tradiciones, junto con una antigua historia. Su mayor lastre en la actualidad es la pérdida y el envejecimiento de su población, como en otras comarcas de la provincia de Zamora, especialmente de las situadas en la cercanía de la frontera con Portugal.
Esta comarca, a pesar de su gran sentido de identidad, con características geográficas, económicas, sociales e históricas afines, no cuenta con el necesario reconocimiento legal para su desarrollo administrativo, lo que ha llevado a sus municipios a organizarse en mancomunidades como única fórmula legal que les permite la optimización de la gestión de algunos servicios públicos municipales.

## Historia
Los orígenes del poblamiento humano en la comarca pueden rastrearse en La Muela-El Chano, en un meandro del Esla del término de Losacino, que guarda el enclave de un antiguo poblado con piezas achelenses del Paleolítico -bifaces y útiles líticos-, además de cerámicas, tégulas y restos de cronología romana de menor entidad. Asimismo, en Manzanal del Barco, en los promontorios ubicados junto al río Esla, como el Teso de San Martín, se asentaron poblaciones en la Prehistoria. Así, el castro de San Martín, parcialmente dañado por las aguas del embalse de Ricobayo revela restos arqueológicos de la Edad de Hierro, Romanos, Bajo Medievales y Modernos en forma de murallas, cabañas, zócalos, cerámicas y los cimientos de una antigua Ermita. Asimismo, hay yacimientos neolíticos en el Túmulo de los Moriscos mientras en otro paraje -compartido con Santa Eufemia del Barco- y denominado Los Cabriles se data un yacimiento correspondiente a un Poblado de la Edad del Cobre, además de dos bocaminas selladas. En Perilla de Castro, los restos achelenses localizados en los yacimientos del Pago de Valdespino y el de Valdementiras remontan al Paleolítico la presencia humana, mientras que en Vegalatrave el castro prerromano de El Castrión, ubicado en el cruce de dos arroyos, así como el castro marcan la ocupación antigua con yacimientos arqueológicos del Neolítico y la Edad de Hierro. En Carbajales de Alba, en Peñas Coronas, un crestón de cuarcitas revela un emplazamiento castreño, en altura y aprovechando el espigón fluvial que forma el arroyo de Alba al desembocar en el río Aliste. Asimismo, se han localizado restos arqueológicos en el sector occidental y septentrional de la cumbre, precisamente en la zona que domina la confluencia, hoy muy desfigurada por la creación del embalse del Esla. Este municipio también estuvo ocupado durante la época romana, de la cual se han encontrado en las cercanías del pueblo varias estelas o miliarios romanos.
Durante la Edad Media la comarca de Tierra de Alba quedó integrada en el Reino de León, cuyos monarcas habrían acometido la repoblación de las localidades dentro del proceso repoblador llevado a cabo en la zona. Tras la independencia de Portugal del reino leonés, en 1143, la comarca habría sufrido por su situación geográfica los conflictos entre los reinos leonés y portugués por el control de la frontera.
Por otro lado, durante los siglos XIII y XIV la comarca perteneció a la Orden del Temple, formando la encomienda templaria de Alba de Aliste una vez que el rey Alfonso IX de León otorgó a esta Orden la comarca, donación que se hizo efectiva en 1220 tras una posible entrega anterior.
Durante la Edad Moderna, la comarca se estructuró en torno al partido de Carbajales de Alba de la provincia de Zamora, tal y como reflejaba en 1773 Tomás López en Mapa de la Provincia de Zamora.
Así, al reestructurarse las provincias y crearse las actuales en 1833, la comarca se mantuvo en la provincia zamorana, dentro de la Región Leonesa, integrándose en 1834 en el partido judicial de Alcañices, dependencia que se prolongó hasta 1983, cuando fue suprimido el mismo e integrado en el Partido Judicial de Zamora.

## Geografía
Cuenta con límites geográficos marcados en su mayor parte por accidentes naturales, pues se halla bordeada por los ríos Esla, por el este, y Duero, por el sur. Al norte limita con la comarca de Tábara y al oeste con Aliste, formando con estas dos comarcas la zona de Aliste-Tabara-Alba. La forman 25 poblaciones, siendo la cabecera de la comarca o principal población Carbajales de Alba.

### Municipios
| Municipio               | Superficie | Habitantes | Anejos                                                   |
| ----------------------- | ---------- | ---------- | -------------------------------------------------------- |
| Carbajales de Alba      | 53,4       | 634        |                                                          |
| Losacino                | 44,10      | 249        | Castillo de Alba, Muga de Alba y Vide de Alba            |
| Losacio                 | 21,8       | 125        |                                                          |
| Manzanal del Barco      | 12,41      | 155        |                                                          |
| Olmillos de Castro      | 71,39      | 281        | Marquiz de Alba, Navianos de Alba y San Martín de Tábara |
| Perilla de Castro       | 33,11      | 189        |                                                          |
| Santa Eufemia del Barco | 52,18      | 218        | Losilla y San Pedro de las Cuevas                        |
| Vegalatrave             | 18,57      | 114        |                                                          |